# Melanophthalma klapperichi
Melanophthalma klapperichi es una especie de coleóptero de la familia Latridiidae.

## Distribución geográfica
Habita en Sierra Leona.